# La Cataluña
La Cataluña, luego Cataluña, fue una revista publicada en Barcelona entre 1907 y 1912, durante la Restauración.

## Descripción
Editada en Barcelona y con periodicidad semanal, la revista publicó su primer número el 5 de octubre de 1907. Fue dirigida por Joan Torrendell y Miquel dels Sants Oliver y estuvo escrita en castellano. Cambió, tras concluir el año 1910, su título por el de Cataluña, que conservó hasta terminar 1912. A partir de 1913 vería la luz Catalunya (1913-1914), una etapa de la revista publicada en catalán bajo la dirección de Josep Carner. Esta última cabecera cesó definitivamente el 26 de diciembre de 1914.